# Osmotherley (Yorkshire du Nord)
Pour les articles homonymes, voir Osmotherley.
Osmotherley est un village et une paroisse civile du Yorkshire du Nord, en Angleterre.